# La Puebla de Arganzón
La Puebla de Arganzón (Arkaitzu en basque), est une commune d'Espagne située dans la Comarque de l'Èbre, dans la communauté autonome de Castille-et-León, province de Burgos. 
Elle s'étend sur 18,87 km2 et comptait environ 502 habitants en 2020. Enclavée avec le comté de Treviño dans la province basque de l'Alava, la municipalité forme l'enclave de Treviño.